# KAAN Architecten
KAAN Architecten is een Nederlands architectenbureau uit Rotterdam. 
Het bureau is ontstaan uit het architectenbureau Claus en Kaan Architecten dat in 1988 door Felix Claus en Kees Kaan werd opgericht. Op 15 januari 2014 werd bekend dat de 27-jarige samenwerking binnen Claus en Kaan Architecten werd beëindigd om zo in te kunnen spelen op de veranderingen binnen de architectuur. Kees Kaan, Dikkie Scipio en Vincent Panhuysen vervolgden hun werkzaamheden onder de naam KAAN Architecten.  
Het bureau heeft zijn hoofdkantoor in Rotterdam en heeft daarnaast dependances in São Paulo en Parijs. In 2015 opende de dependance in São Paulo onder leiding van Renata Gilio en in 2019 werd onder leiding van Marylène Gallon een dependance in Parijs geopend.
Het bureau is bekend vanwege zijn ontwerpen voor de Zalmhaventoren in Rotterdam, de nieuwbouw van de Rechtbank Amsterdam in Amsterdam de uitbreiding van de Terminal A op luchthaven Schiphol, en de renovatie van Nationaal Museum Paleis Het Loo.

## Portfolio
- De Walvis, Amsterdam (2020)
- Rechtbank Amsterdam, Amsterdam (2018 - 2020)
- Zalmhaventoren, Rotterdam (2017 - 2021)
- Utopia, Aalst (2016 - 2018)
- Nationaal Museum Paleis het Loo, Apeldoorn (2018 - 2021)
- Blok G, Overhoeks, Amsterdam (2020 - )
- SPOT, Amsterdam (2021)
- Koninklijk Museum voor Schone Kunsten Antwerpen (2003-2022)
- Terminal A, Schiphol (2026)